# Мильна
Мильна (рос. Мыльная) — залізнична станція в Безенчуцькому районі Самарської області Російської Федерації.
Населення становить 372 особи. Входить до складу муніципального утворення сільське поселення Преполовенка.

## Історія
Населений пункт розташований у межах українського етнічного та культурного краю Жовтий Клин.
Від 2005 року входило до складу муніципального утворення сільське поселення Преполовенка.

## Населення
| 2010 | 2012 | 2013 | 2014 | 2015 | 2016 |
| ---- | ---- | ---- | ---- | ---- | ---- |
| 316  | ↗362 | ↗367 | ↗373 | ↗374 | ↘372 |